# Francisco José Pérez y Fernández-Golfín
Il servo di Dio Francisco José Pérez y Fernández-Golfín (Madrid, 12 febbraio 1931 – Getafe, 24 febbraio 2004) è stato un vescovo cattolico spagnolo.

## Biografia
Francisco José Pérez y Fernández-Golfín nacque a Madrid il 12 febbraio 1931 ed era figlio di Julio Pérez Aubá, funzionario pubblico, e di María Luisa Fernández-Golfín Guerrero de Portanova, appartenente a una famiglia di militari. Era il quarto di cinque fratelli. Visse la guerra civile spagnola da bambino a Madrid e Barcellona, sfuggendo provvidenzialmente alla morte in diverse occasioni.

### Formazione e ministero sacerdotale
Durante la sua giovinezza appartenne all'Azione Cattolica. Dopo aver frequentato il liceo, entrò nel seminario conciliare di Madrid.
Il 26 maggio 1956 fu ordinato presbitero per la diocesi di Madrid nella collegiata di Sant'Isidoro. La sua prima missione pastorale fu quella di parroco di Alpedrete e responsabile di Los Negrales dal 1956 al 1962. Nel 1965 conseguì la laurea in teologia dogmatica presso la Pontificia Università di Comillas con una tesi intitolata: "Todas las cosas aman a Dios en el pensamiento de Santo Tomás". Nel 1970 conseguì il diploma in psicopedagogia presso la Scuola della Federazione spagnola dei religiosi dell'educazione. Seguì diversi corsi di spiritualità e direzione spirituale. Nel 1962 monsignor Leopoldo Eijo y Garay lo nominò direttore spirituale del seminario, carica che mantenne fino al 1973, e professore di formazione religiosa nella Scuola Tecnica degli Ingegneri Civili.
Nel 1973 chiese un trasferimento per poter aiutare i suoi genitori, ormai anziani. Il cardinale Vicente Enrique y Tarancón, lo nominò parroco di San Giorgio, una parrocchia di nuova creazione e ancora senza una chiesa. Rimase in questa parrocchia dieci anni. In questi anni fu eletto decano dell'arcipresbiterato di Sant'Agostino. In questo periodo ebbe per vicario parrocchiale don Rafael Zornoza Boy, che in seguito sarebbe stato il suo segretario. Nel 1974 conseguì la laurea in teologia morale presso l'Istituto superiore di scienze morali con una tesi sull'amore per i nemici nel Nuovo Testamento.
Nel dicembre del 1983, il nuovo arcivescovo Ángel Suquía Goicoechea lo nominò vicario episcopale della vicaria I, ufficio che ricoprì insieme al vescovo ausiliare Ricardo Blanco Granda.

### Ministero episcopale
Il 20 marzo 1985 papa Giovanni Paolo II lo nominò vescovo ausiliare di Madrid e titolare di Tigillava. Ricevette l'ordinazione episcopale l'11 maggio successivo dall'arcivescovo di Madrid Ángel Suquía Goicoechea, co-consacranti il cardinale Vicente Enrique y Tarancón, arcivescovo emerito della stessa arcidiocesi, e l'arcivescovo Antonio Innocenti, nunzio apostolico in Spagna.
Insieme a molte altre responsabilità, prestò particolare attenzione alla cura e alla formazione di sacerdoti e religiosi. Nel 1987 divenne membro della commissione per i seminari e le università dell'arcidiocesi.
I vescovi avevano grandi difficoltà nello strutturare una diocesi molto grande e con una popolazione in costante movimento a causa dei processi migratori.
Il 23 luglio 1991 lo stesso papa Giovanni Paolo II lo nominò primo vescovo della  diocesi di Getafe. Prese possesso della diocesi il 12 ottobre successivo con una cerimonia nella cattedrale di Santa Maria Maddalena alla presenza del nunzio apostolico Mario Tagliaferri di altri undici prelati
Nel 1992 iniziò a strutturare la diocesi: nominò i primi vicari e il vicario generale, Joaquin Maria López de Andújar y Cánovas del Castillo. Nominò anche i primi arcipreti e il rettore del seminario maggiore, Rafael Zornoza Boy. Contò sulla collaborazione del municipio di Getafe, che offrì una sede vicina alla cattedrale per gli uffici di curia. Fino a quando non fu stabilita la residenza nel Cerro de los Ángeles, risiedette a Cubas de la Sagra, vicino al seminario. Vista la grande distanza, andava due giorni a settimana ad Alcorcón, dove alloggiava presso l'ex quartier generale della vicaria XII. Nello stesso anno creò il consiglio presbiterale, il tribunale ecclesiastico, il collegio dei consultori e il consiglio per gli affari economici. Durante i suoi dodici anni di episcopato, furono create 26 parrocchie. Avviò i lavori di molti uffici di pastorale, della Caritas diocesana e del Centro diocesano di teologia.
In seno alla Conferenza episcopale spagnola fu membro delle commissioni per il clero dal 1987 al 1990 e per i seminari e le università dal 1987.
Morì improvvisamente nella sua residenza di Getafe alle ore 23:30 del 24 febbraio 2004 all'età di 73 anni. Aveva subito una caduta accidentale a causa di un infarto. La camera ardente fu installata nella basilica di Cerro de los Ángeles. Le esequie si tennero il 27 febbraio alle 12 e furono presiedute dal cardinale Antonio María Rouco Varela e concelebrato da altri 22 vescovi e 400 sacerdoti. Fu sepolto nell'eremo di Nostra Signora degli Angeli, accanto al seminario diocesano "Nostra Signora degli Apostoli".

## Processo di beatificazione
Il 15 marzo 2010 la Congregazione delle cause dei santi concesse il nihil obstat all'apertura del suo processo di beatificazione.

## Genealogia episcopale e successione apostolica
La genealogia episcopale è:
- Cardinale Scipione Rebiba
- Cardinale Giulio Antonio Santori
- Cardinale Girolamo Bernerio, O.P.
- Arcivescovo Galeazzo Sanvitale
- Cardinale Ludovico Ludovisi
- Cardinale Luigi Caetani
- Cardinale Ulderico Carpegna
- Cardinale Paluzzo Paluzzi Altieri degli Albertoni
- Papa Benedetto XIII
- Papa Benedetto XIV
- Papa Clemente XIII
- Cardinale Marcantonio Colonna
- Cardinale Giacinto Sigismondo Gerdil, B.
- Cardinale Giulio Maria della Somaglia
- Cardinale Carlo Odescalchi, S.I.
- Cardinale Costantino Patrizi Naro
- Cardinale Serafino Vannutelli
- Cardinale Domenico Serafini, Cong.Subl. O.S.B.
- Cardinale Pietro Fumasoni Biondi
- Cardinale Antonio Riberi
- Cardinale Ángel Suquía Goicoechea
- Vescovo Francisco José Pérez y Fernández-Golfín

La successione apostolica è:
- Vescovo Joaquin Maria López de Andújar y Cánovas del Castillo (2001)

## Araldica
| Stemma | Titolare                                                  | Blasonatura |
|        | Francisco José Pérez y Fernández-Golfín Vescovo di Getafe | Inquartato: al 1º e al 4º d'argento al giglio partito d'azzurro e di nero; al 2º e al 3º di rosso al castello a tre torri d'oro, aperto e finestrato del campo. Ornamenti esterni da vescovo. Motto: "Libentissime impendam et libentissime ipse pro animabus vestris" (cfr. 2 Corinzi 12,15). |